# Wanduin Batbajar
Wanduin Batbajar (mongolisch Вандуйн Батбаяр, englisch Vanduin Batbayar, wiss. Transliteration Vandujn Batbajar; * 25. Dezember 1950) ist ein ehemaliger mongolischer Boxer.

## Sport
Wanduin Batbajar trat bei den Olympischen Sommerspielen 1972 in München an. Im Halbfliegengewichtsturnier unterlag er in der 1. Runde dem späteren Bronzemedaillengewinner Ralph Evans aus Großbritannien.